# Eirenis thospitis
Eirenis thospitis là một loài rắn trong họ Rắn nước. Loài này được Schmidtler & Lanza mô tả khoa học đầu tiên năm 1990.